# Пътища (филм)
„Пътища“ е български игрален филм (драма) от 1959 година на режисьорите Антон Маринович и Петър Б. Василев, по сценарий на Веселин Ханчев, Павел Вежинов. Оператори са Емил Рашев, Георги Георгиев. Музиката във филма е композирана от Константин Илиев, Петър Ступел.

## Сюжет
Филмът се състои от две новели, „Другото щастие“ и „Пътят минава през Беловир“.
„Всичко, което е казано в сценария на новелата „Другото щастие“, като най-общ тезис е вярно... За мнозина млади насочването към производството е свързано с конфликти и драми, в които побеждава идеалът на „другото щастие“ – не еснафското охолство и спокойствие... Но съвременната, дори злободневна тема не изкупува художествената неправда в новелата... При съпоставяне с „Другото щастие“ по-добре се откроява общата сполука в другата киноновела – „Пътят минава през Беловир“. Писателят Павел Вежинов и режисьорът Петър Василев са създали жизнерадостен, интересен, приятен филм, от който ни облъхва свежест, бодрост и вяра в доброто, в човешката красота на трудовите хора.“

## Актьорски състав
| „Другото щастие“            |                       |
| Изпълнител                  | Роля                  |
| --------------------------- | --------------------- |
| Божидара Цекова             | Антоанета             |
| Банко Банков                | Кирил                 |
| Милка Магнева               | Майката               |
| Кирил Янев                  | Тахов                 |
| Кунка Баева                 | Лелята                |
| Цено Кандов                 |                       |
| Стефан Стайчев              |                       |
| Трифон Джонев               |                       |
| Константин Димчев           |                       |
| Невена Куманова             |                       |
| Георги Банчев               |                       |
| „Пътят минава през Беловир“ |                       |
| Апостол Карамитев           | инженер Стамен Петров |
| Валентина Борисова          | Катя                  |
| Божидар Лечев               | Николай               |
| Димитър Панов               | Бай Петко             |
| Георги Попов                | Директорът            |
| Георги Костов               |                       |
| Милко Червенков             |                       |
| Герасим Младенов            |                       |
| Стоил Попов                 |                       |
| Борис Петров                |                       |
| Юрий Яковлев                |                       |
| Васил Василев               |                       |
| Иван Якимов                 |                       |